# Kaká Werá
Kaká Werá Jecupé (* 1. Februar 1964 in São Paulo) ist ein brasilianischer Schriftsteller und Politiker des Parido Verde (Grüne). Er gehört zum Stamm der Kayapo (Txucarramãe, auch bekannt als Caiapós-mecranotis).
Kaká Werá, früher mit bürgerlichem Namen Carlos Alberto dos Santos, gründete das Instituto Arapoty, ist an dem sozialen Netzwerk Ashoka de Empreendedores Sociais beteiligt und als Berater der Bovespa Social & Ambiental tätig. Seit 1998 unterrichtet er auch an der Universidade da Paz (Unipaz) und der Fundação Peirópolis. Als Anthropologe und Umweltschützer hielt er Vorträge in England, den Vereinigten Staaten, Israel, Indien, México und Frankreich.
Kaká Werá war für die brasilianische Partei der Grünen zur Wahl 2014 als Senator für den Bundesstaat São Paulo aufgestellt, erreichte jedoch nur 186.598 Stimmen (0,97 %). 2018 wechselte er zur Partei Rede Sustentabilidade.

## Werke
- Oré awé roiru'a ma. Todas as Vezes que Dissemos Adeus. Fundação Phytoervas de Proteção ao Indio Brasileiro, São Paulo [1994].
- Krahò. Os filhos da terra. Renato Soares, Kin-Ir-Sen., Kaka Werá Jecupé. SENAC-SP, [São Paulo 1996].
- A Terra dos Mil Povos. História Indígena do Brasil Contada por um Índio. Editora Peirópolis, São Paulo 1998, ISBN 85-85663-24-3.
- Tupã Tenondé. A criação do universo, da terra e do homem segundo a tradição oral Guarani. Editora Peirópolis, São Paulo 2001, ISBN 978-85-85663-51-3.
- As Fabulosas Fábulas de Iauaretê. Editora Peirópolis, São Paulo 2007, ISBN 978-85-7596-098-1.